# طبيب الطاعون (فلم)
الرائد غروم: طبيب الطاعون (الروسية: Майор Гром: Чумной доктор) هو فيلم أكشن روسي من إخراج وبطولة تيخون زايزينيفسكي، أليكسي ماكلاكوف، تم عرض المسلسل يوم 26 نوفمبر 2020 على منصة نتفليكس.

## قصة
فيلم «طبيب الطاعون» تدور احداث الفيلم عن ارتكاب محارب سلسلة من جرائم القتل تُغرق المدينة في حالة من الفوضى والذعر.

## طاقم التمثيل
- تيخون زايزينيفسكي
- لوبوف أكسينوفا
- أليكسي ماكلاكوف

## روابط خارجية
- الموقع الرسمي